# Trichophoroides variolosum
Trichophoroides variolosum är en skalbaggsart som först beskrevs av Fisher 1947.  Trichophoroides variolosum ingår i släktet Trichophoroides och familjen långhorningar.
Artens utbredningsområde är Kuba. Inga underarter finns listade i Catalogue of Life.